# Mitología pipil

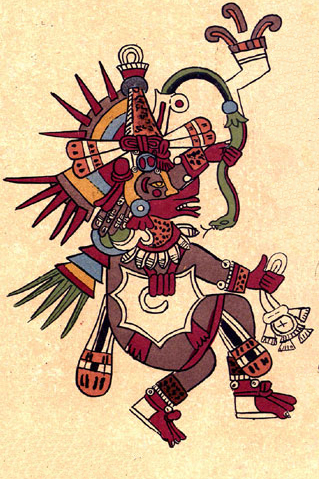
Quetzalcóatl, dios principal de los diferentes pueblos náhuas incluyendo los pipiles.

La mitología pipil es una extensión cultural de las creencias de los pueblos nahuas practicada por los pueblos denominados pipiles. 
La religión pipil estaba ligada al ciclo vital, al nacimiento, vida y muerte, también a las actividades económicas: la caza, la pesca y la agricultura. Asociadas a estas actividades estaban la observación de los astros para la predicción de los fenómenos cíclicos de la naturaleza y la adoración a estos astros, a la lluvia, al rayo, al trueno, etc.

## Origen mitológico
Las fuentes escritas del siglo XVI señalan que los pueblos nahuas asentados en América Central eran de origen tolteca-chchimeca, que habían seguido a su gobernante Ce Acatl Topiltzin, llamado Quetzalcóatl, en su huida de Tula al ser derrocado por los adoradores de Tezcatlipoca; así, el texto llamado «Historia de los Mexicanos por sus pinturas» (un códice en español anónimo escrito en el siglo XVI) en su capítulo VIII menciona que: 

Ceacal (sic: Ce Acatl) vivió fasta el segundo año del noveno trece, seyendo señor de Tula... vino á él Tezcatlipuca, y díjole que hacia Honduras, en un lugar que hoy día también se llama Tlapalla (lugar mítico que los textos ubican en distintos lugares), tenía su casa fecha y allí había de ir á estar y morir... en aquel lugar le tienen á Ceacalt por dios... acabados los cuatro años, se fué y llevó consigo todos los maceguales de Tula y dellos dejó en la ciudad de Chulula, y de allí descienden los pobladores della, y otros dejó en la provincia de Cuzcatán (el Señorío de Cuzcatlán, en el actual El Salvador), de los cuales descienden los que la tienen poblada...
Historia de los Mexicanos por sus pinturas.

Otro texto del actual México que menciona el origen tolteca de los nahuas de América Central, se encuentra en las obras históricas del historiador acolhua Fernando de Alva Ixtlilxochitl, que a principios del siglo XVII en la relación quinta de la "Sumaria Relación de todas las cosas que han sucedido en la Nueva España, y de muchas cosas que los Tultecas alcanzaron" menciona que: «Asimismo, de los Tultecas qué escaparon se fueron por las costas del mar del Sur y Norte, como es Huatimala (que incluye El Salvador y Nicaragua, que eran parte de la Capitanía general de Guatemala), Tecuantepec, Cuauhtzacualco, Campeche, y Tacolotlan y los de las islas y costas de una mar y otra que después se vinieron á multiplicar».
En los textos indígenas coloniales indígenas de América Central también se refiere al origen tolteca tanto para los pueblos nahuas como para los mayas del grupo quiceano (quiché, cakchiqueles, tzutujiles, rabinales), en donde se identifica a Tula con Chicomóztoc (siete cuevas). Así, el Popol Vuh de los mayas quiché, en el capítulo IV de la Tercera parte refiere que junto con ellos en Tula estaban también los «yaqui-vinac, ahqixb, ahcab» es decir "los yaquis (que significa los extranjeros, y en específico los pueblos nahuas) sacerdotes y sacrificadores"; y más adelante, en el capítulo IX de esa parte, dice también «porque en verdad Tohil (la deidad principal de los quiches) es el nombre del dios de los yaquis, el llamado Yolcuat-Quetzalcuat». Asimismo, el Título de Santa María Ixhuatán (localidad del departamento guatemalteco de Santa Rosa, donde también se hablaba náhuat) escrito en 1619, menciona que las poblaciones nahuas de América Central (que en conjunto son denominadas en el documento Mazapanques, ya que vivían en casas de piel de venado) habrían surgido de Chicomóztoc, al que también denominan como Toyan (Tollan, Tula).
Igualmente, en las tradiciones de los nicaraos (en la actual Nicaragua), recogidas por Gonzalo Fernández de Oviedo en  su obra Historia general y natural de las indias de la década de 1540, se menciona que los pueblos nahuas de América Central acompañaron a Quetzalcoatl en su exilio; así en el libro XXXIII (Sucesos y diálogo de la Nueva España) capítulo LII de esa obra dice: «y así lo dicen y se (de)muestra en edificios antiguos y en nombres de lugares por donde vinieron. E pues allegaron hasta Guazacualco (Coatzacoalcos) con un señor que se llamaba Quezalcoat, no tengo a mucho que pasasen otros a León (Nicaragua)».
Por ello, el historiador Jorge Lardé y Larín consideraría que Ce Acatl Topiltzin habría sido el fundador de las poblaciones de Itzkalku (cuya jurisdicción después de la conquista se los separó en las actuales Izalco y Caluco) y Kuskatan (hoy Antiguo Cuscatlán; que se convertiría en la capital del Señorío de Cuzcatlán, qué se extendía por gran parte del occidente y centro del actual El Salvador); y por lo cual, Quetzalcóatl se convertiría en la deidad principal de los hablantes de nahuat (al igual como lo es Huitzilopochtli en la religión mexica).

## Deidades y entidades sobrenaturales
La deidad primordial nahua era téotl (también llamado Ometéotl, que era visto como una pareja conformada por Ometecuhtli y Omecihuatl) y también lo era de los pipiles quienes lo conocían con el nombre Tiut. Algunas de sus demás deidades (con sus nombres dados en náhuatl) eran: Quetzalcóatl (también adorado en su aspecto o advocación de Ehécatl), Itzqueye (una versión propia de Itzpapalotl), Tal o Tunantzintal (Tonantzin; también llamada Cihuacóatl, o en su forma de monstruo primigenio Cipactli), Tezcatlipoca, Metztli, Tonatiuh (Tunal en náhuat), Chalchiuhtlicue, Tláloc, Xipe Tótec, Xochiquétzal, Xochipilli, Huehueteotl, Cintéotl, Mictlantecutli (qué junto con Mictecacíhuatl, gobernaba el lugar de los muertos el Mictlán), Mixcoatl, Oxomoco, Cipactonal, entre otros; de estos, los principales para los nahuas de lo que hoy es El Salvador eran Quetzalcóatl e Itzqueye, y para los de Nicaragua o Nicaraos Tláloc (también llamado Tamagazque) y Cipactonal. Lo que se conoce gracias a lo informado sobre los nahuas del actual El Salvador por parte de Diego García de Palacio en 1576 en su Descripción de la Provincia de Guatemala; lo informado sobre los nahuas de Nicaragua o Nicaraos por Francisco de Bobadilla que está recogido en el libro Historia general y natural de las Indias (parte 3 tomo IV) de Gonzalo Fernández de Oviedo escrito en la década de 1540; la carta al Editor de la Gaceta salvadoreña del 17 de septiembre de 1856 del abate Charles Étienne Brasseur de Bourbourg; y a la arqueología (de sitios como Tazumal y Cihuatan en el posclásico temprano, 900 a 1200 d. C.; y Tacuzcalco en el posclásico tardío, 1200 a 1524 d. C.).
Ampliando y detallando lo antes mencionado; según nos informa el cronista español Diego García de Palacio, al lado de Quezalcoátl, los pipiles adoraban a Itzqueye. A ambos se les ofrecía, después de haber vencido en una guerra o batalla, una fiesta llamada mijtujti; para la cual el Taketzani (tlahtoani en náhuatl, qué los españoles nombraron cacique) le informaba al Tekti (Papa o Sacerdote principal) para que este organizara el mitote, acto seguido el Tewamatini (que predecía la suerte o las predicciones) preguntaba si era a Quetzalcóatl o a Itzqueye a quien ofrecerían el mitote. Si era a Quetzalcóatl duraba 15 días y si era a Itzqueye duraba 5 días; cada jornada se sacrificaba un esclavo de guerra y después venía una fiesta estridente.
En su entrevista a los líderes indígenas nicaraos, Francisco de Bobadilla se enteraría que para ellos, el mundo había sido creado por Cipactonal y Tláloc (que es referido con los nombres de Tamagast, que es como se denominaba a los sacerdotes; y Quiateot, Quiauhteotl en náhuatl que significa deidad de la lluvia, aspecto en el que a su vez sería sería hijo de Omeyateyte y Omeyatecigoat, es decir Ometecuhtli y Omecihuatl); que además se adoraba a las deidades Chalchiutlicue (mencionada como Calchitguegue), Oxomogo (Oxomoco), Cinteotl (con el nombre calendarico de Chicoaciagat, Chikwace akat en la actual ortografía del náhuat en El Salvador), Bisteot (Apizteotl, deidad del hambre), Mictanteot (Mictlantecuhtli), Mixcoa (Mixcoatl, adorado como deidad del comercio), y Quetzalcoatl (referido con el nombre calendárico Chiquinaut Hecat, Chiknawi Ehecat); y se invocaba a la deidad Mazat (venado) y Toste (conejo en el dialecto de los nicaraos) para la buena fortuna en la cacería de estos animales. Asimismo, Gonzalo Fernández de Oviedo también mencionaría como deidad a Theotbilche (Teopiltzin o más probablemente Topiltzin).
El abate Brasseur de Bourbourg refiere que en el Lago de Ilopango, cada año (en la época cercana a la cosecha del maíz), se ofrecía a Xochiquetzal (deidad patrona de la localidad de Ilopango) el sacrificio de cuatro mujeres jóvenes de familias nobles, que eran adornadas con trajes de fiesta, coronadas con flores y conducidas a una elevación (cercana a la orilla del lago) desde donde era aventadas al lago para completar el sacrificio; más tarde, en su lugar ofrendaban niños recién nacidos que eran dejados a la entrada de una gruta sobre el lago, donde se consideraba qué llegaba la deidad en forma de mujer con cuerpo de serpiente para llevarse el niño al interior del lago. Por otro lado, según menciona María Baratta en su obra Cuzcatlán Típico de 1951, los indígenas de la Costa del Bálsamo contaban qué sus ancestros daban sacrificios al "Señor de las aguas" (Tláloc), para que no faltase la lluvia, en un adoratorio qué había en el Peñón de Omicoyot (entre Teotepeque y Jicalapa), donde más adelante se dice que aparecería una imagen de Santa Úrsula (patrona de Jicalapa).
En el sitio arqueológico de Cihuatan y sitios asociados se han encontrado representaciones en vasijas de Tláloc, Mictlantecuhtli y Huehueteotl, efigies de jaguares (ataviados con tocados, representaciones de collares de cascabeles hechos con cobre y emblemas en las patas delanteras) que es el nahual o forma animal de Tezcatlipoca, figurillas de Chicomecoatl, figuras de perros con ruedas (encontrados en tumbas) que representarían a Xólotl, representaciones en cerámica (de todo el período posclásico) de espirales que representan un caracol Strombus gigas partido por la mitad (que es un símbolo de Quetzalcoatl), y petrograbados (específicamente en Igualtepeque, Metapán) que representan a Tláloc, Mictlantecuhtli, Quetzalcoatl y Cipactli. Pero el más destacado en el registro arqueológico es Xipe Totec del que se han encontrado estatuas del o cercano al tamaño de un humano en lugares como Chalchuapa, Cihuatan y el Lago de Güija; sin embargo, a pesar de su importancia dicha deidad no es mencionada en las crónicas españolas. También se han encontrado estructuras ceremoniales con forma redondeada, que podrían ser templos a Ehecatl-Quetzalcoatl, como por ejemplo: la estructura B1-6 (que ya no existe) de Tazumal, la estructura P28 de Cihuatan (ambas del posclásico temprano) y E1-1 en Peñate (también en Chalchuapa, y del posclásico tardío); también se ha especulado sobre que algunas de estas estructuras sean para el sacrificio gladiatorio dedicado a Xipe Totec en la festividad que los mexicas denominaban Tlacaxipehualiztli.
Los relatos indígenas recopilados a partir del siglo XX y en especial, por su extensión, los recopilados por Leonhard Schultze Jenna en Izalco (que se detallará en la siguiente sección), refieren que la deidad de la lluvia Tláloc (que sobrevive en los relatos como el anciano que vive en las montañas), tenía ayudantes llamados como los muchachos de la lluvia (los Tlaloques, que son denominados en el idioma náhuat como Tepewaj, y conocidos en el folclore salvadoreño como hurracaneros o arbolarios), que eran personajes importantes en los mitos y leyendas, que controlaban las estaciones, y entre los cuales destaca el más pequeño llamado Nanawatzin que fue el descubridor del maíz e inventor de la agricultura (lo cual se detallará en la siguiente sección). Por otro lado, en dichos relatos se menciona que Tunal y Metzti (el sol y luna) eran hermanos, hijos de Tunantzintal (la Tierra) en su aspecto de viejecita (lamatzin, Ilamatecuhtli), que peleaban eternamente.
Es en la religión pipil donde se originarían las leyendas del folclore salvadoreño, tales como: el Cadejo, el Cipitío, la Sihuanaba, el gigante Sisimite, don Norte (Ejekat, Ehecatl), nantzin Papalut, la Chasca, las Managuas (versiones femeninas de los tepewaj), la Cuyancúa, las Sihuapilapa o Suyanpa (sirenas), los tutecus (seres espirituales guardianes de elementos geográficos o de seres vivos que se manifiestan como animales o seres mitológicos), etc; así como cuentos o leyendas de lugares encantados (cuevas, lagos, ríos, cerros, etc) o sobre animales con un trasfondo mítico y simbólico (en los que sobresalen el conejo y el venado; además de los micos, tortugas, serpientes, guajolotes o pavos, coyotes, etc) y narraciones de personas que se convierten en animales (lo que se conoce como nahualismo, y son identificados en los relatos a menudo como brujos debido a la influencia de la cultura occidental).

## En Izalco

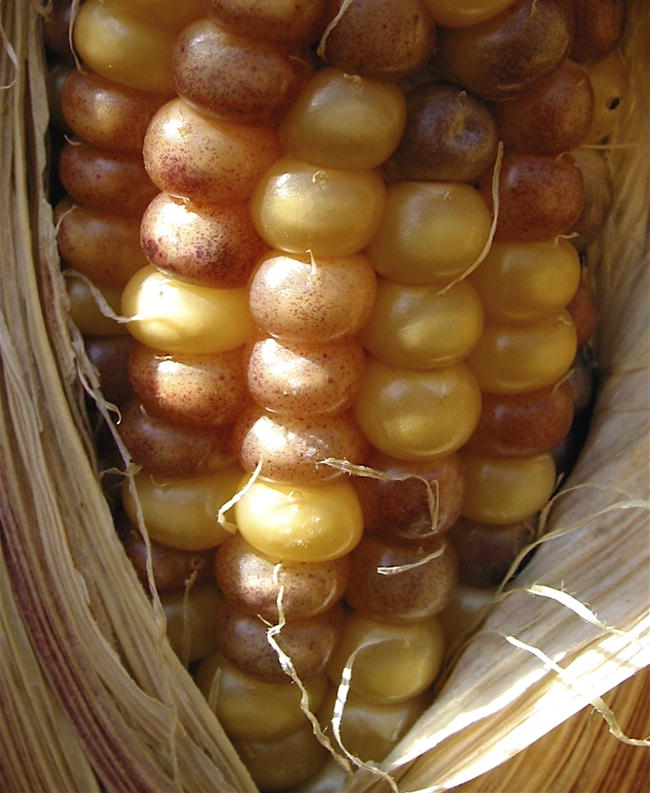
El maíz, parte fundamental en las culturas de Mesoamérica.

El doctor Leonhard Schultze Jena en su obra Mitos y Leyendas de los Pipiles de Izalco, hizo una recopilación de la cosmovisión de los pobladores de esta región de Sonsonate en el año de 1930, a partir de los relatos transmitidos por el alcalde del común de Izalco Inés Masin y otros indígenas de esa población; que agruparía en 4 grupos: las cuatro columnas universales de sus filosofía, cuadros de la naturaleza vistos en un espejo de suelta fantasía, de la vida en comunidad, y contacto con la cultura del Viejo Mundo (que para este artículo se tomarán en cuenta principalmente los primeros dos y parte de la tercera).

### Conceptos básicos de la mitología y filosofía
A grandes rasgos la mitología se basa alrededor de cuatro conceptos básicos: la fruta del campo que se ha convertido en su carne y su sangre, la tierra de la cual succiona la fruta su fuerza, el agua sin la cual nada crece, y los astros que imperan sobre todas las cosas.

#### La fruta del campo
En la fruta del campo, Schultze Jenna agrupa los relatos en dos secciones: realidad y mitos. En la primera sección, los indígenas narran como cuidan y cultivan las plantas, la mayoría de ellas propias del continente americano (maíz, frijol, cacao, bálsamo, chile picante, etc) a excepción del plátano (que proviene de África, y fue introducido en la época colonial), poniendo énfasis en el cultivo del maíz. Luego narran como se enfrentan a los ladrones (tanto animales como seres humanos), y también se menciona a la luna y a una estrella confundiendo y creando temor y remordimiento a las personas que querían robar una plantación de yuca (a la vez que el dueño se atemorizaría por una luz verde, similar a la que se considera que desprenden los muertos); y que cuando se seca el agua (lo que es considerado también un robo) ponían, como ofrenda al río, una muchacha (que se sentaba donde estaba el agua) a la que pedían que se riera, y que celebraban en fiesta para luego dejarla sola en ese lugar, y al encontrar al siguiente día como fluía nuevamente el río y no ver a la muchacha, consideraban que el agua la había arrastrado. Mostrando con estos relatos, como este pilar se encuentra estrechamente vinculado con los otros tres.
En la sección de mitos, se encuentran dos relatos, el primero sobre el origen del maíz (sacado de las entrañas de la montaña por Nanawatzin, el más pequeño e inteligente de los Muchachos de la Lluvia (Tepewaj), muestra significativa del paso de la cacería a la agricultura) y el segundo sobre el origen del cacao y los plátanos.
En la historia del origen del maíz se nos narra el origen de los Tepewaj que es uno de los relatos más destacados de los pueblos nahua en el actual El Salvador, y de la cual existen varias versiones (que comparten por lo general los mismos elementos básicos) siendo la más extensa la recopilada por Schultze Jenna en Izalco. El relato, inicia contando acerca de los padres de los Tepewaj (parte también conocida como la Tzuntekumat o la calaverita), en donde su madre salía de casa cada noche despedazandose, y cada parte (excepto el tronco) se iba dormir con otro hombre (lo que es una metáfora de la infidelidad); hasta que fue descubierta por su marido, y a partir de ahí quedaría únicamente la cabeza de la mujer que se pegaría al tronco de su esposo; pero dicha cabeza fallecería al intentar perseguir un venado (que creía era el esposo, que la había puesto en el suelo para subirse a un árbol de chicozapote o zapote rojo); por lo que su marido la enterraría según le había aconsejado el sacerdote, y de ahí nacería el árbol de morro. Después de su nacimiento, los Tepewaj serían criados por sus abuelos la comehombres Tanteputz Lamat y el gigante Sisimite (nombres mencionados por primera vez en el relato de los indígenas de Nahuizalco transcrito por Carl Hartman en su publicación Mythology of the Aztecs of Salvador de 1907); como Semite se comía la comida de los Tepewaj, estos lo matarían y humillaran o matarían a Tanteputz Lamat; en todo ello se vería la astucia del menor de ellos Nanawatzin (cuyo nombre aparece escrito por primera vez en la versión contada en 1976 por los indígenas de Cuisnahuat a Lyle Campbell para su libro The Pipil language of El Salvador de 1985; e igualmente aparece en el relato de Genaro Ramírez Martínez en Santo Domingo de Guzmán, recopilado por Werner Hernández en 2005 y transcrito por Carlos Cortez y Alan R. King), qué como se dijo anteriormente descubríría el maíz e inventaría la agricultura. Por otro lado, en el relato recopilado por Hartman también se menciona una hermana de los Tepewaj llamada Suchit, que fallecería virgen y muy joven, y sobre su tumba surgiría la planta del tabaco.
Mientras que en la historia del origen del cacao y los plátanos, un cazador hiere a un venado qué luego se transforma en mujer que lo conduce al interior del cerro (el Tlalocan, donde hay todo tipo de plantas y animales), donde el Viejo en la montaña (Ne shulet tepet, Tlaloc; como personificación masculina de la tierra) le daría los huesos de los venados (sus hijos) qué ha cazado para que conforme tenga relaciones con la mujer vayan renaciendo los 20 venados que había cazado en 10 años, todo ello en la casa de los tepewas (por lo que la mujer vendría siendo uno de ellos, y el venado el nahual o forma animal de los tepehuas). Luego de ello, el anciano le daría un plátano y una vaina de cacao, para que las sembrase al volver a la superficie (donde habían pasado 10 años, mientras que para el habían sido 10 días) en lugar de andar matando a sus hijos.

#### La tierra
En la tierra, vemos relatos referidos a la labor del Viejo en la Montaña, que en ocasiones se presenta como una serpiente (que es la forma animal o nahual del viejo), y que es el amo y señor de los animales, páramos y guardián de los tesoros del subsuelo. Esta última labor también hecha por las serpientes, que aparecen como guardianas de la casa del viento del norte (donde una gran serpiente nombra a una anciana como su sucesora en lugar de una pequeña serpiente) y como guardiana de un lago (donde defiende a unas jovencitas que no querían casarse).
La historia que más destaca de esta sección es la del origen de los animales; en donde, al igual que en el relato del origen del cacao y los plátanos, un personaje masculino después de entrar a una cueva, sería conducido por una gran serpiente (el Viejo) que se enrosca al corazón de la montaña (donde también habitan los ancestros, qué desnudos salen a la superficie, a traer para la comida, dando vueltas en círculos alrededor de un árbol; y donde también se encontraba un toro dorado, que sería símbolo del colonialismo y mestizaje) donde el viejo le daría huesillos y plumas de cada animal qué había visto ahí para que al sembrarlas surgieran estos en la superficie.
Como las dádivas de la tierra han sido dadas de forma bondadosa, se espera que de igual modo las personas las compartan, siendo castigadas al no hacerlo; así, el relato qué Schultze Jenna ubicaría después de tratar los cuatro conceptos básicos de la filosofía, considera que las langostas o chapulines (y demás plagas de los cultivos) se originarían como castigo a un hombre que no quería compartir lo que cultivaba con su madre. Asimismo, también la destrucción del medio ambiente por el ser humano puede ser castigado, como se observa en la primera narración del segundo grupo de relatos (denominados como cuadros de la naturaleza vistos en un espejo de suelta fantasía) donde se refiere que el Volcán de Izalco (volcán surgido en el siglo XVIII) emergería como castigo por la quema de un árbol frondoso por parte de un hombre que quería sembrar una milpa.
Otra faceta del Viejo se observa en los relatos del segundo grupo de relatos donde por un lado aparece en el interior del volcán de Izalco como un patrón de hacienda que hace trabajar a los fallecidos que no han descansado en paz (relatos qué vienen hacer una metáfora del trabajo forzado en las haciendas qué realizan los indígenas), y donde la persona que ha entrado debe de informar de lo que ha visto (y si lleva carbón al salir se transforma en dinero y viceversa). Por otro lado, aparece robándole la esposa a un hombre como castigo por robar el maíz de otra persona que estaba ausente, hasta que un conejo (después de ver que un jaguar y un puma no pudieron rescatar a la mujer) lograría llegar ante él y engañarlo para así devolver la mujer al esposo; en otras versiones (como en las recopiladas por el proyecto Sonsonate de la Universidad de El Salvador en la década de 1990) quien secuestra a la mujer sería un gigante Sisimite.
Anualmente se sacrificaba un niño primogénito recién nacido, abandonandolo al interior de un cueva, donde se pensaba que continuaría viviendo como guardián de los tesoros al lado de una gran serpiente y una pequeña serpiente. También se narra como se celebraba un ritual en el que descuartizaba y comía una masacuata entre los miembros de una hermandad; después de lo cual, se le daba a los que trajeron la serpiente un cerdo y una gallina.

#### El agua
En el agua aparecen nuevamente los Tepehuas o Muchachos de la Lluvia. Son ellos los encargados de esparcirla; para lo cual primero recolectan el agua en matates (bolsas hechas con cuerdas de pita) y la transportan a las nubes donde dejan caer el agua (si el metate es de abertura grande lloverá torrencialmente y al contrario cuando es de abertura estrecha); mientras que los relámpagos los generan con el golpe de hachas pedernal o obsidiana, el granizo con cascajo, y el fuego (que quema los árboles con agua caliente). Además de ello, son los señores de las frutas del campo y las flores silvestres; y el agua continental (ríos, lagos, etc) procede de un  lago pantanoso donde ellos viven y el agua termal de la que utilizan los tepehuas para bañarse y lavar ropa y utensilios.
Para sus tareas son ayudados por diversas criaturas; así, para el cuidado de las flores y de los nacimientos de agua, tienen una flor azul qué no duerme, qué si se le da fresca a alguien este revive y si se le da con agua hervida la persona fallece. Asimismo, en la labor de la creación de la lluvia, son ayudados por los Kuyankuat (que es considerada el animal mitológico predilecto de Izalco y Santo Domingo de Guzmán) quien examina y recoge lo necesario para la lluvia y que además cuida los ríos y los tesoros al interior se estos. También algunos animales prestan sus ayuda a los tepehuas: los cangrejos de río y los peces (a estos se últimos se considera que sus huevecillos surgen del agua y la luna) sacan las nubes para que se eleven o para meterlas en un tecomate (cuando no se quiere que llueva): y las tortugas se encargan de esconder bien las nubes y de abrir el tecomate si no están presentes los Tepehuas.
En el segundo grupo de relatos (denominados como cuadros de la naturaleza vistos en un espejo de suelta fantasía), se nos narra el origen del estero, donde aparece el agua personificada como mujer (siwat at, Chalchitlicue) y como varón (ukich at), el varón para que no se escape la mujer se convierte en estero y la mujer para abrazarlo se convierte en mar. Luego, en ese mismo grupo de relatos, se nos narra como un anciano arrastra a una persona al fondo del estero, por lo que se ahoga y es enterrado; y años después reaparece vivo contando que en el fondo del estero viven varios ancianos en chozas (en otro aspecto del Tlálocan) con un arbolito (con hojas en el tallo formando una escalera circular, y qué les da la fruta que quieren comer cada día), estos ancianos utilizaban pitos para llamar a los peces y tener seco el paso, y ocupaban a los que se han ahogado como sirvientes; finalmente el hombre que se había ahogado utilizaría en la madrugada uno de los pitos para abrirse camino y abrir la puerta de agua, y salir de ahí.

#### Los astros

##### El sol y la luna
En los astros, tienen protagonismo la luna (Metzti) y el sol (Tunal), una la hermana menor y el otro el mayor, en constante conflicto, aquella por su inconstancia y el otro por su permanencia. La luna ejerce influencia en la determinación del sexo del recién nacido, los partos, las siembras, las mareas, etc; mientras que el sol es tomado como el gobernador del tiempo y gran benefactor. Ambos son vistos como hijos de la madre Tierra, Tunanzintal, en su aspecto de viejecita (lamatzin, es decir Ilamatecuhtli)
La estación seca o verano (tunalku) se asocia al sol y la estación lluviosa o invierno (shupan) a la luna. Asimismo, los eclipses eran interpretados como el momento en que peleaban el sol y la luna, por lo que los varones apoyaban al sol tocando el tambor y las mujeres a la luna golpeando un huacal (un recipiente hecho de ayote) puesto sobre otro lleno de agua, y si la mujer estaba embarazada tenía que ponerse un cuchillo en su refajo para que la luna no le hiciese nada a su niño.
Un animal relacionado con la luna en los mitos mesoamericanos es el conejo. El cual, anteriormente se lo mencionó como lograba rescatar a una mujer del Viejo en la montaña; y que también tiene otros dos relatos, en el segundo grupo de narraciones, en los que muestra su astucia ante un coyote y un zorrillo respectivamente.
A la luna (a la que igual que la tierra se la referían como tunantzin, nuestro madrecita) se le ofrecían como sacrificios un niño de 4 días de nacido que era abandonado envuelto sobre una loza de piedra; y para asegurar la caída de las lluvias, ponían un huacal lleno agua (en el que se reflejaba la luna) y ahí metían a un niño recién nacido. Mientras que al sol (al qué referían como tuteku, nuestro padre) le sacrificaban un niño sobre una piedra, su sangre era salpicada al cuadro de la deidad, y la mitad del cuerpo era dado a un sacerdote (a quien tenían como el más viejo) y la otra mitad era enterrada y dejada con un vigilante para que nadie la saquese, todo ello guardando paralelismo con lo mencionado por Diego García de Palacios para los nahuas del actual El Salvador en 1576 y lo mencionado sobre los nicaraos por Gonzalo Fernández de Oviedo en la década de 1540s (esto último en sacrificios a la deidad de la lluvia, Tláloc); también se nos informan que tenían una serpiente (probablemente Quetzalcoatl) a la que sus sacrificios consistían únicamente en cantos y bailes, y en un patio detrás del lugar del baile tenían un cuadro de Tunantzin al cual besaban. Estos sacrificios eran considerados el alimento de las deidades, ya que como estas brindaban todo lo necesario para la subsistencia, las personas tenían que retribuirles dándoles de comer.

##### El mundo y el universo
Al igual que otras culturas mesoamericanas, se asocia un color para cada rumbo cardinal: el del oriente es rojo, el norte azul cielo, el occidente verde claro, y el sur es negro (como el carbón vegetal). De estos rumbos cardinales, los indígenas de Izalco nombraban el occidente y oriente en función del sol (el occidente se decía kan kalaki tunal, donde se oculta el sol; y el oriente kan kisa tunal, donde sale el sol); mientras que los demás eran nombrados por su dirección topográfica: el norte kajkuijpa (compuesto de ka ajku "hacia arriba" y ijpak "sobre") y el sur tatzinuj (abajo o en la base).
Se considera que el universo gira alrededor de nosotros, a la vez que la tierra también gira (lo que nada tiene que ver con la verdadera rotación  terrestre). El universo gira, tanto en el día como en la noche, seis meses (metzti, luna o lunación) hacia el sur (en verano) y seis meses hacia el norte (en invierno). La Vía Láctea (mishpanti en náhuat) se mantiene siempre fija, y se considera que la vemos moverse porque es el universo el que gira.
Entre las estrellas sobresale Venus o la Estrella de la Mañana, llamada Neshtamalani en idioma nawat, que acompaña a las mujeres en las primeras tareas del día; fue la primera de las estrellas en nacer de un lago pantanoso y es la líder del resto de estrellas menores, se le representa como una muchacha vestida con un refajo. Debido al recuerdo del avistamiento del cometa Coggia en 1877, cuando Venus era visible, se menciona que Venus y el cometa pelean y pueden arder, y que cuando Venus terminó de arder empezó una epidemia de viruela.

### Espiritualidad y más allá
Aunque en la obra de Schultze Jenna no hay una sección específicamente para este tema, si se llega a ver a lo largo de distintos relatos, empezando por los ancianos (ancestros) qué viven junto al Viejo en la montaña, los que laboran para el Viejo al interior del Volcán de Izalco, y los ahogados que hacen de sirvientes a los ancianos que viven al interior del estero.
Los relatos, sobre todo los del primer pilar (las frutas del campo) muestran en su texto que se considera que existen dos suplementos espirituales qué complementan lo biológico: yulu y tunal. Primeramente esta el concepto de yulu, corazón o aliento vital, que posee todo ser vivo (ya sea planta, animal o ser humano) e incluso se refiere que la morada subterránea (donde vive el Viejo) también tiene yulu que procede del Viejo en su forma de gran serpiente. Por otro lado, está el tunal, sol o alma, el espíritu de los seres viviente (que a veces puede perderse y se hace necesario un ritual para recuperarlo) y que le da sus características y energía a los seres vivos (así la esencia estética y curativa de las flores proviene de su tunal).
Los relatos del tercer grupo de narraciones titulado "de la vida en la comunidad", muestran que la vinculación vital no termina con la muerte y que al fallecido se le procura toda clase de fieles demostraciones para que el fallecido se sienta satisfecho (como ponerles tortillas de maíz para que se las coma y no se levante a traerlas cuando tenga hambre y mire quien lo quiere acompañar), lo que deja entrever una creencia de una reacción de los muertos sobre la vivos. Al fallecido se lo dejaba puesto en la tierra por 9 días, en que se le cantaba y se le manifestaba el amor de la gente en el día y la noche, luego de lo cual se lo enterraba; lo de los 9 nueves días, podría ser una reminiscencia de los 9 niveles del Mictlán, y lo de velar al muerto varios días es una tradición de los nahuas del actual El Salvador que es mencionada por primera vez por Diego García de Palacios en 1576.
En la mitología mesoamericana, por lo general, es la forma en que se muere lo que decide el destino de las almas o tunal. Así, en el tercer grupo de relatos se nos narra que las almas (de lo que han muerto naturalmente o violentamente) llegan a un lugar donde una deidad de la maternidad (probablemente Cihuacoatl) los cuenta y les da una espina de una flor (sobre la que les dice que no la tiren, qua a ella también se la dieron cuando llegó allí); luego caminan en fila hacia una piedra, que tiene una cara calva, que les dice el camino que deben tomar; los que murieron de muerte natural van por un camino de flores donde hay una luz blanca, y los que murieron violentamente (y los asesinos) van por un camino lleno de espinas hacia un gran fuego donde se convierten en cenizas que revive y habla.